# Gesetz, Politik und Macht
Gesetz, Politik und Macht (chinesisch 法术势, Pinyin fǎ shù shì) sind die drei Hauptprinzipien der Schule des Legalismus, die insbesondere von Shang Yang, Shen Buhai und Shen Dao vertreten wurden.
„Gesetz“ (法,  fǎ) bedeutet hier eine strikte und einheitliche Durchsetzung der geltenden Gesetze durch harte Bestrafung und großzügige Belohnungen. „Politik“ (术,  shù) bzw. „Staatskunst“ (engl. statecraft) bedeutet die Fähigkeit oder Methode und Weisheit des Herrschers bei der Verwaltung öffentlicher Angelegenheiten. „Macht“ (势,  shì) bezieht sich auf die höchste Position und Autorität des Herrschers, Befehle zu erteilen und andere zum Gehorchen zu bringen. Han Fei kombinierte die drei zusammenfassend und bildete das System des Legalismus.